# Teorema lui Carnot

În geometria euclidiană, teorema lui Carnot afirmă că suma distanțelor de la centrul unui cerc D până la laturile unui triunghi oarecare ABC înscris în cercul respectiv este: 
{\displaystyle DF+DG+DH=R+r,\ }
unde r este raza cercului înscris în triunghi și R este raza cercului circumscris triunghiului. Aici semnul distanțelor este prin convenție negativ dacă și numai dacă segmentele DX (X = F, G, H) sunt situate complet în afara triunghiului ABC. În figură, DF este negativ și DG și DH sunt pozitive.
Teorema este numită după Lazare Carnot (1753–1823) și este folosită în demonstrația Teoremei japoneze pentru poligoane conciclice.

## Legături externe
- en Weisstein, Eric W., "Carnot's theorem", MathWorld.
- en Carnot's Theorem
- en Carnot's Theorem de Chris Boucher.